# Liste der Monuments historiques in Rochejean
Die Liste der Monuments historiques in Rochejean führt die Monuments historiques in der französischen Gemeinde Rochejean auf.

## Liste der Objekte
| Bezeichnung                      | Beschreibung | Standort                              | Kennzeichnung | Schutzstatus | Datum | Bild           |
| -------------------------------- | --- | ------------------------------------- | ------------- | ------------ | ----- | -------------- |
| Skulptur einer Heiligen mit Buch | Holz, farbig gefasst, 18. Jahrhundert                                                                             | in der Kirche St-Jean-Baptiste (Lage) | PM25002370    | Inscrit      | 1980  |                |
| Skulptur eines Heiligen          | Holz, farbig gefasst, 18. Jahrhundert                                                                             | in der Kirche St-Jean-Baptiste (Lage) | PM25002371    | Inscrit      | 1980  |                |
| Franz-Xaver-Altar                | rechter Seitenaltar; Altartisch, Retabel und Gemälde; Holz, farbig gefasst, Ölfarbe auf Leinwand, 18. Jahrhundert | in der Kirche St-Jean-Baptiste (Lage) | PM25002372    | Inscrit      | 1982  |                |
| Linker Seitenaltar               | Altartisch, Retabel und Gemälde; Holz, farbig gefasst, Ölfarbe auf Leinwand, 18. Jahrhundert                      | in der Kirche St-Jean-Baptiste (Lage) | PM25002373    | Inscrit      | 1982  |                |
| Kanzel                           | Eichenholz, bezeichnet 1728                                                                                       | in der Kirche St-Jean-Baptiste (Lage) | PM25001276    | Classé       | 1962  | weitere Bilder |
| Wandvertäfelung des Chorraums    | sechs geschnitzte Tafeln; Lindenholz (?), 18. Jahrhundert                                                         | in der Kirche St-Jean-Baptiste (Lage) | PM25001277    | Classé       | 1962  | weitere Bilder |
| Kruzifix                         | Holz, farbig gefasst, 17. Jahrhundert                                                                             | in der Kirche St-Jean-Baptiste (Lage) | PM25001278    | Classé       | 1962  |                |
| Skulptur Johannes der Täufer     | Holz, farbig gefasst, 17. Jahrhundert                                                                             | in der Kirche St-Jean-Baptiste (Lage) | PM25001279    | Classé       | 1962  |                |
| Hauptaltar                       | Altartisch, Altaraufbau, Tabernakel und sechs Altarleuchter; Holz, farbig gefasst und vergoldet, bezeichnet 1827  | in der Kirche St-Jean-Baptiste (Lage) | PM25001280    | Classé       | 1962  | weitere Bilder |